# Alfredo Lambertucci
Alfredo Lambertucci (Montecassiano, 19 marzo 1928 – Roma, 10 aprile 1996) è stato un architetto italiano.

## Biografia
Nativo di Montecassiano, in provincia di Macerata, studiò a Roma prima all'Accademia di Belle Arti e poi alla facoltà di Architettura dell'Università di Roma La Sapienza, a Valle Giulia, dove si laureò nel 1953. Tra il 1954 ed il 1966 fu assistente della cattedra di elementi di composizione, tenuta dal professor Roberto Marino, poi nel 1967 divenne professore associato e infine ordinario nel 1981.
Il suo primo progetto è stata la chiesa parrocchiale di Consalvi, frazione del comune di Macerata, nel 1953.
Nel 1955 insieme a Claudio Dall'Olio progetta l'Istituto di Farmacologia dell'Università di Roma, nell'impegnativa cornice razionalista della Città Universitaria. Ancora insieme a Dall'Olio, a M. De Rossi, A. Nonis ed F. Rossi, nel 1956 progetta il quartiere INA Casa di Rimini. Nel campo dell'edilizia residenziale il Lambertucci eseguirà altri lavori, come un complesso ISES ed un centro residenziale a Napoli nel quartiere Secondigliano,(1965 e 1968), un complesso residenziale IACP a Ferrara (1969), i complessi dell'ANIACAP del Tuscolano e della GESCAL di Primavalle a Roma (1973 e 1976). La sua realizzazione più importante in questo campo, tuttavia, è rappresentata dai complessi di Vigne Nuove (1972): 524 alloggi, in collaborazione con Lucio Passarelli e Claudio Saratti, che secondo l'opinione comune rappresentano la "terza via" alla risposta di unità abitative, rispetto alle soluzioni contemporanee di Corviale e Tor Sapienza, tanto che potrebbe parlare proprio di un "metodo Lambertucci".
Nel 1955 il Lambertucci si sposa con Carla Aiello, con cui avrà due figlie, Sabina e Silvia.
Nel 1958 progetta la nuova sede della casa editrice Laterza a Bari, in via Sparano.
Lambertucci fu incaricato del progetto del Memoriale della Croce Rossa a Solferino, monumento eretto nel 1959, anno del centenario della battaglia di Solferino, evento dal quale Jean Henry Dunant (1828-1910) ebbe l'idea di fondare la Croce Rossa Internazionale.
Tra il 1967 ed il 1971 progetta il Palazzo di Giustizia di Macerata, e nel 1973 la propria abitazione a Genzano di Roma, ai Castelli Romani, dove nel 1980-1982 viene chiamato a progettare anche alcune case a schiera, che presentano lo stesso stile di un isolato progettato e mai realizzato al quartiere romano di Testaccio (1983-1985).
L'ultimo grande progetto della sua vita fu quello del campus della neonata Università di Roma Tor Vergata nella zona omonima, cui lavorò tra il 1986 ed il 1990.

## Altre opere
- Cremona, Centro scolastico per quattro scuole (1953; in collaborazione con Antonino Manzone)